# Château d'Aucors
Le château d'Aucors est un manoir périgordin situé sur la commune déléguée de Beaussac (commune nouvelle de Mareuil en Périgord), dans le département de la Dordogne, en région Nouvelle-Aquitaine.
Surplombant la vallée de la Nizonne, il fait l'objet d'une protection au titre des monuments historiques.

## Localisation
Dans le quart nord-ouest du département de la Dordogne, sur le territoire de l'ancienne commune de Beaussac, qui a fusionné avec huit autres en 2017 pour former la commune nouvelle de Mareuil en Périgord, le château d'Aucors domine d'une vingtaine de mètres la route départementale 87 et la vallée de la Nizonne. Il est établi sur une falaise calcaire percée de grottes.

## Historique
Un premier château a été édifié sur le site d'Aucors au XIe siècle. Occupé par les Anglais lors de la guerre de Cent Ans, il est repris en 1435 par les troupes du sénéchal de Poitou. Après la fin de la guerre, un logis a été reconstruit au XVe siècle en bord de falaise. L'édifice étant à l'état de ruines après les guerres de Religion, il a été reconstruit en 1617.
Il est inscrit au titre des monuments historiques par arrêté du 6 décembre 1948. Le 28 février 2025, un nouvel arrêté se substitue au précédent et s'étend à la totalité du site (le château avec sa cour, les murs d'enceinte, les façades et toitures de sa dépendance, les vestiges de la forteresse).
Ce château appartient aujourd'hui à la famille Piraud.

## Architecture
Le château d'Aucors est formé de deux corps de logis en équerre et d'une tour d'escalier polygonale positionnée à leur jonction. La façade principale s'orne de deux échauguettes.
Dans la cuisine s'ouvre un puits.

## Photothèque

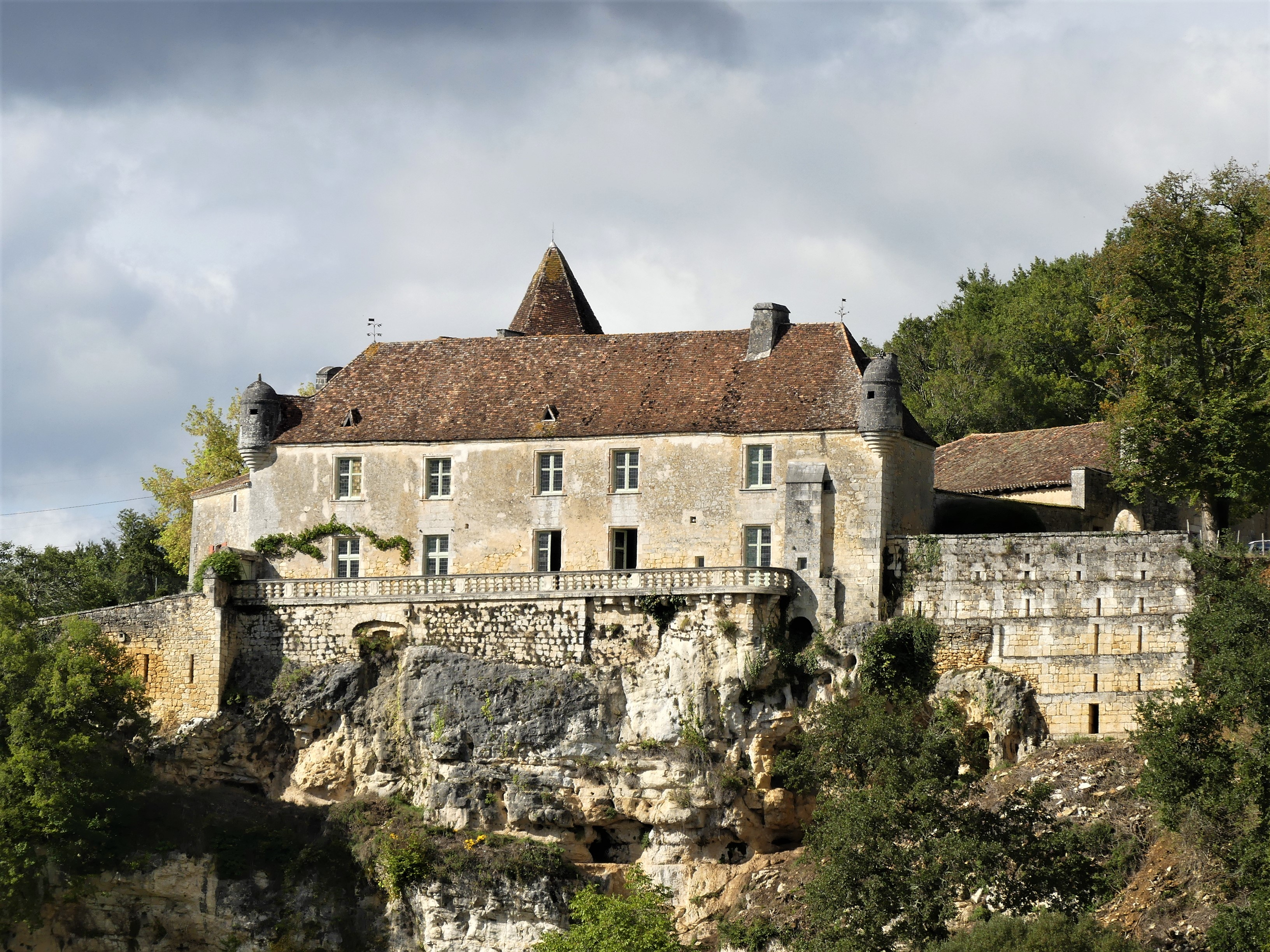
La façade sud.
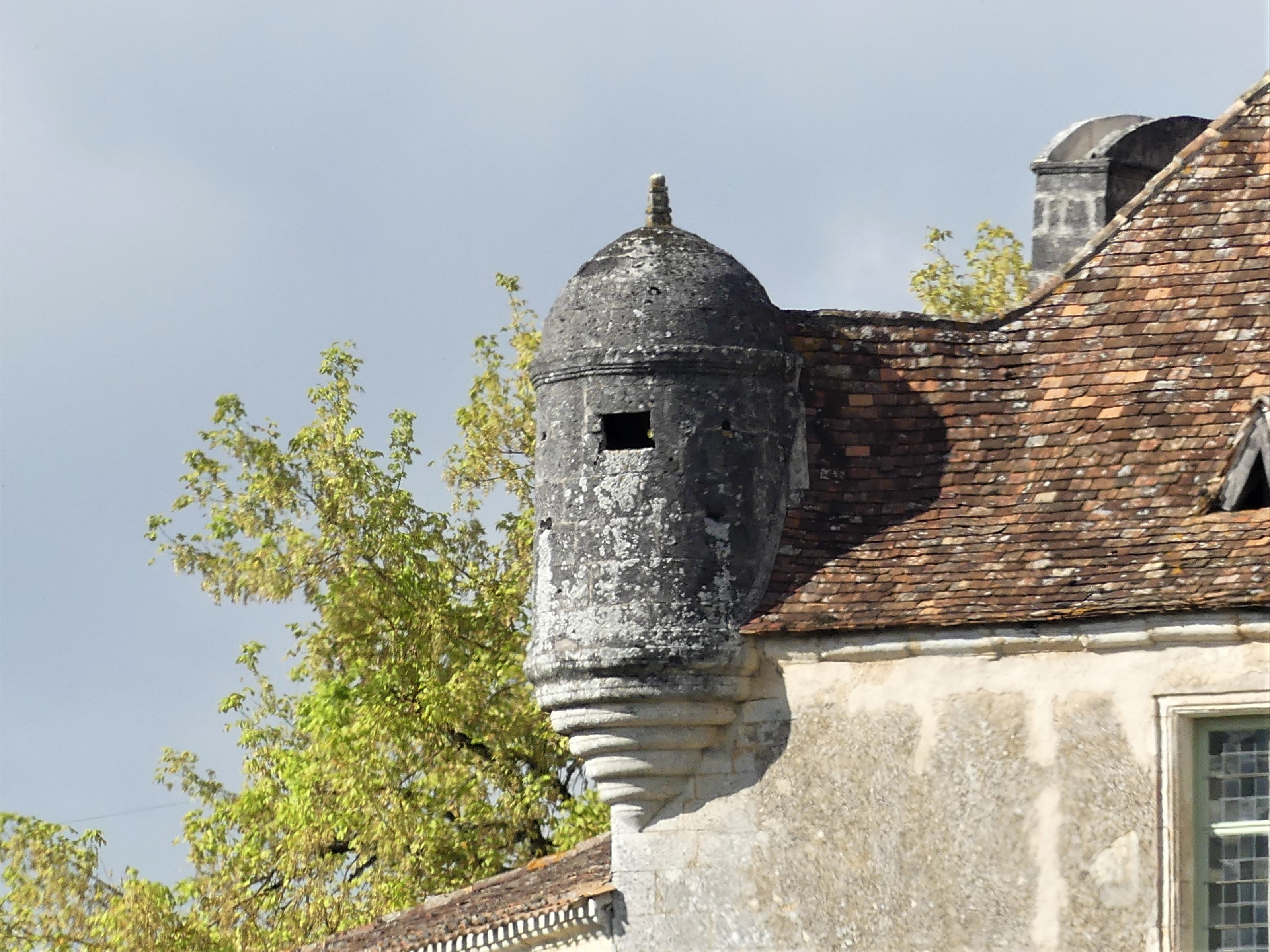
L'échauguette ouest.
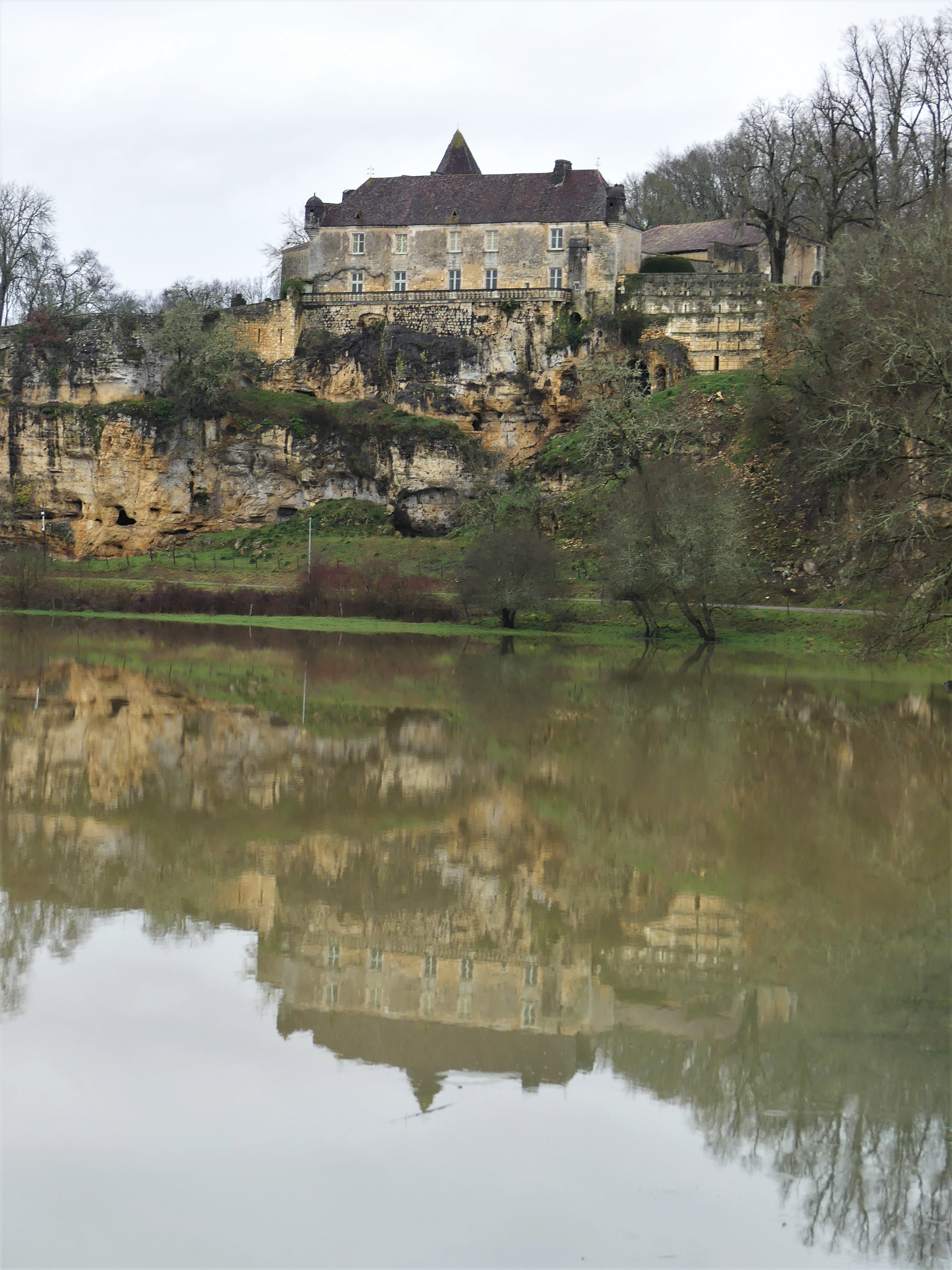
Le château d'Aucors lors d'une crue de la Nizonne.